# Walk the Walk...Talk the Talk
Walk the Walk...Talk the Talk è un album degli Headcat pubblicato nel 2011 dalla Niji Entertainment Group.
Il disco contiene note cover di artisti rockabilly del passato ma anche due canzoni totalmente nuove, scritte da Lemmy Kilmister, Danny B. Harvey e Slim Jim Phantom, ovvero American Beat e The Eagle Flies On Friday.

## Tracce
1. American Beat
2. Say Mama
3. I Ain't Never
4. Bad Boy
5. Shaking All Over
6. Let It Rock
7. Something Else
8. The Eagle Flies On Friday
9. Trying To Get To You
10. You Can't Do That
11. It'll Be Me
12. Crossroads

## Formazione
- Lemmy Kilmister - voce, basso
- Danny B. Harvey - chitarra, pianoforte
- Slim Jim Phantom - batteria